# 오가키역

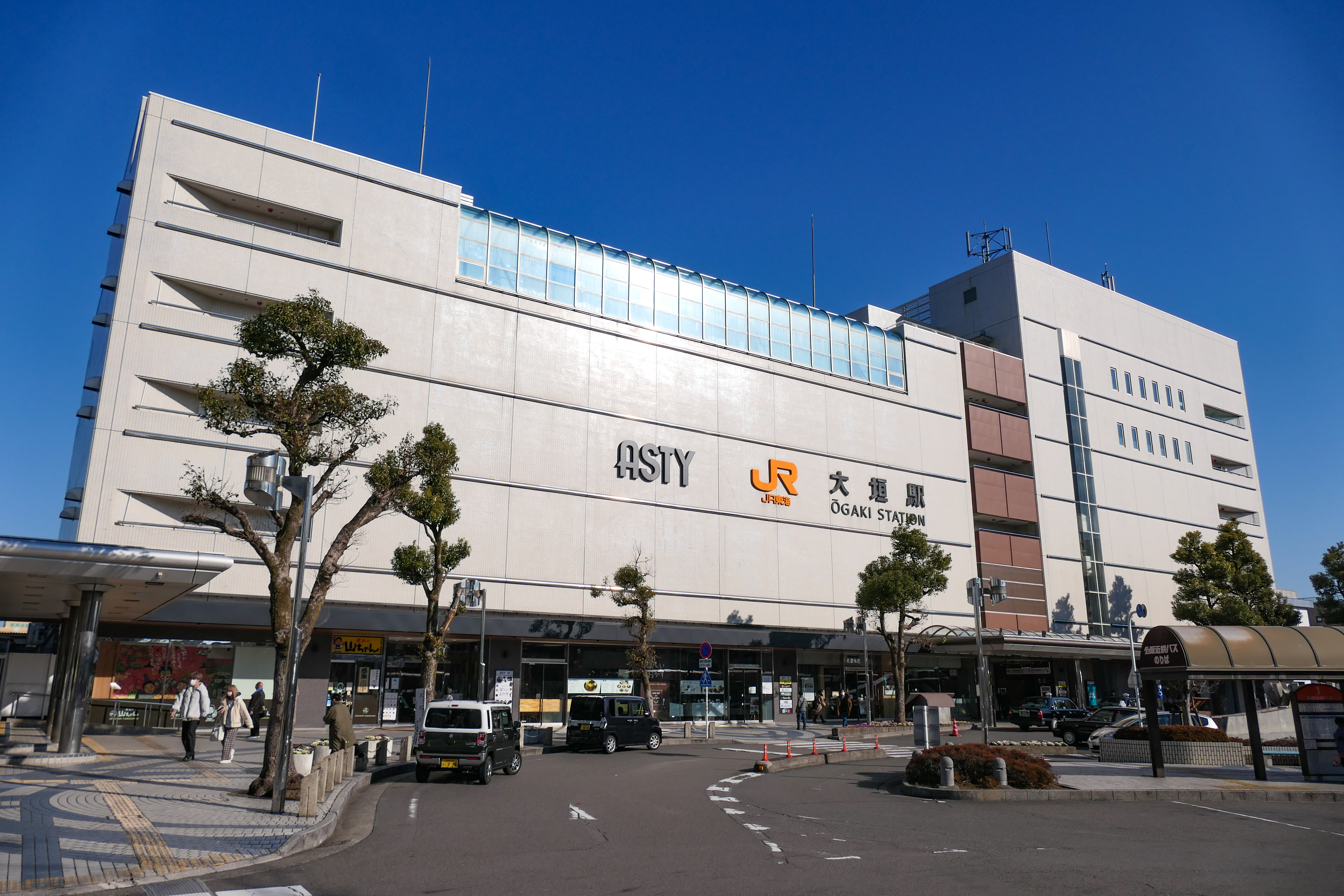
역사

오가키역(일본어: 大垣駅 오오가키에키[*])은 일본 기후현 오가키시에 있는 도카이 여객철도·다루미 철도·요로 철도의 철도역이다.
도카이 여객철도의 오가키 역은 특급 시라사기 (호쿠리쿠 방면), 특급 히다 (다카야마 방면)가 정차하며, 야간 쾌속 문라이트 나가라의 종착역이기도 하다.

## 접속 노선
도카이 여객철도의 도카이도 본선 (도카이도 선 나고야 지구·미노아카사카 지선·마이바라 방면 도카이도 본선), 다루미 철도의 다루미 선, 요로 철도의 요로 선이 접속하고 있다. 또한 다루미 선은 1984년까지 일본국유철도의 소속이었으며, 다루미 철도로 분리된 이후에도 일본국유철도 및 도카이 여객철도와 같은 역사를 써 왔다.

## 도카이 여객철도·다루미 철도
5면 7선 구조의 지상역으로, 단식 1면 1선 (1번선), 쌍섬식 2면 4선 (2·4·5·7번선), 두단식 승강장 두 곳 (3번선·6번선)으로 이루어져 있다. 이 중, 2·4번선이 도카이도 선의 본선, 6번선이 다루미 선의 본선이며, 나머지 선로들은 모두 부본선이다. 이 밖에 몇 개의 부본선과 측선이 설치되어 있으며, 구내 동쪽으로는 보선 기지도 건설되어 있다.
도카이 여객철도와 다루미 철도가 공용으로 사용하는 역으로, 6층 짜리 역 빌딩에는 상업시설 "아피오"가 들어서 있다. 개찰구는 2층에 있다. 또한 도카이도 본선에서는 TOICA 및 제휴 교통카드의 사용이 가능하나, 미노아카사카 지선에서는 사용할 수 없다.
도카이 여객철도는 오가키 역을 역장과 역무원을 두는 직영역으로 관리하고 있으며, 도카이도 본선 다루이역 ~ 사메가이역 및 미노아카사카 지선의 2개 역 (아라오역·미노아카사카역)을 관리하도록 하고 있다.
| 1   | ■ 도카이도 본선     | 하행 | 마이바라 방면        | (대피 열차·시발 열차가 사용)      |
| 1   | ■ 도카이도 본선     | 상행 | 기후 · 나고야 방면   | (오가키 역 시발 열차만 사용)      |
| 1   | ■ 미노아카사카 지선 | -    | 미노아카사카 방면    | (일부 열차가 사용)                |
| 2   | ■ 도카이도 본선     | 하행 | 마이바라 방면        | (특급 시라사기·히다가 사용)       |
| 2   | ■ 미노아카사카 지선 | -    | 미노아카사카 방면    | (일부 열차만 사용)                |
| 3   | ■ 미노아카사카 지선 | -    | 미노아카사카 방면    |                                   |
| 4·5 | ■ 도카이도 본선     | 상행 | 기후 · 나고야 방면   | (특급 시라사기·히다는 4번선 사용) |
| 6·7 | ■ 다루미 선         | -    | 모토스 · 다루미 방면 | (7번선은 하루에 2편만 사용)       |

## 요로 철도
두단형 섬식 1면 2선 구조의 지상역으로, 구와나 방면과 이비 방면으로 오가는 열차들은 오가키 역에서 스위치백 형식으로 방향을 전환해야 한다.
| 1 | ■ 요로 선 | 상행 | 요로 · 다도 · 구와나 방면 |  |
| 2 | ■ 요로 선 | 하행 | 이케노 · 이비 방면        |  |

## 역세권 정보
- 오가키시청사
- 오가키성

## 역사
- 1884년 5월 25일 - 관설철도 (뒷날의 일본국유철도) 오가키 역 ~ 세키가하라 역 구간의 개통과 동시에 개업.
- 1913년 7월 31일 - 요로 철도가 개업하여 환승역이 되었다.
- 1922년 6월 13일 - 요로 철도가 이비카와 전기에 인수되었다.
- 1928년 4월 6일 - 이비카와 전기의 회사 분할로, 이비카와 전기의 역은 요로 전기 철도가 계승하였다.
- 1929년 10월 1일 - 요로 전기 철도가 이세 전기 철도에 합병되었다.
- 1936년 5월 20일 - 회사 분할로 다시 이세 전기 철도의 역이 요로 전철의 소속이 되었다.
- 1940년 ~ 1941년 - 요로 전철의 역이 산구 급행 전철의 소속이 되었다.
- 1941년 ~ 1944년 - 산구 급행 전철의 역이 회사 합병으로 간사이 급행 철도의 소속이 되었다.
- 1944년 ~ 2007년 - 간사이 급행 전철의 역이 전시 통합으로 긴키 니혼 철도의 소속이 되었다.
- 1956년 3월 20일 - 일본국유철도 다루미 선이 오가키 역을 기점으로 개업하였다.
- 1984년 10월 6일 - 일본국유철도 다루미 선이 다루미 철도의 소속이 되었다.
- 1987년 4월 1일 - 민영화에 따라 일본국유철도 소속의 역이 도카이 여객철도의 소속이 되었다.
- 2006년 11월 25일 - 도카이 여객철도의 역에서 TOICA의 사용이 개시되었다.
- 2007년 10월 1일 - 긴키 닛폰 철도가 요로 선을 분리하여, 긴키 닛폰 철도의 역이 요로 철도의 소속이 되었다.

## 인접역
| 도카이 여객철도 도카이도 본선 | 도카이 여객철도 도카이도 본선 | 도카이 여객철도 도카이도 본선   |
| ----------------------------- | ----------------------------- | ------------------------------- |
| 호즈미 나고야·도요하시 방면   | ■ 도카이도 선                 | 다루이 마이바라·오사카 방면     |
| 시·종착역                     | ■ 미노아카사카 지선           | 아라오 미노아카사카 방면        |
| 요로 철도 요로 선             |                               |                                 |
| 니시오가키 요로·구와나 방면   | ■ 요로 선                     | 무로 이케노·이비 방면           |
| 다루미 철도 다루미 선         |                               |                                 |
| 시·종착역                     | ■ 다루미 선                   | 히가시오가키 모토스·다루미 방면 |